# 천관훼이
천관훼이(중국어 간체자: 陈观慧, 정체자: 陳觀慧, 병음: Chén Guānhuì, 한자음: 진관혜, 1993년 8월 28일 -)는 중국의 여아이돌 그룹 SNH48 팀SII의 멤버이다. 광둥성 잔장시 출신이며, 久尚经纪 소속이다. 이전에는 중국의 아이돌 그룹 蓝宝石少女(사파이어 걸즈)에 소속해 있었다.

## 내력
2012년
- 10월 14일, 『SNH48 오리지널 멤버 오디션』에서 합격.

2013년
- 4월 17일, 셀렉션 합격, 정규 멤버가 되었다.[1]
- 6월 8일, 일본에 와서, 닛산 스타디움에서『AKB48スーパーフェスティバル 〜日産スタジアム、小(ち)っちぇ!小(ち)っちゃくないし!!〜』와 『AKB48 32nd 싱글 선발 총선거』개표 이벤트를 견학. 앞날에는 AKB48 극장도 견학했다.[2]
- 6月13日, 데뷔 싱글「無尽旋転(헤비로테이션)」발매, 첫 선발이 되었다.
- 7월 13일, SNH48 첫 공식적 악수 이벤트「無尽旋転(헤비로테이션)」발매 기념 악수회가 上海老碼頭에서 행해지고, 첫 사진회와 사인회에도 참가했다.[3]
- 8月2日, 두번째 싱글「飛翔入手(플라잉겟)」발매, 커플링 곡은 「馬尾與髮圈(ポニーテールとシュシュ)」. 2곡과 같이 선발 멤버로서 선택되었다.
- 8月30日, 전용극장「星夢劇院」오픈. 1기생 멤버에 의한 「마지막 벨이 울려」공연으로 극장에서 데뷔.[4]
- 11월11일, SNH48 멤버 48명 중에 24명의 한명으로서 팀SII의 멤버에 선출되었다.[5]

## 인물
- 동경하는 선배는 마에다 아쓰코
- 좋아하는 가수는 YUI, 야마다 료스케
- 좋아하는 컬러는 파란색, 무지개 색
- 취미는 댄스, 큰 북, 그림 그리기
- 꿈은 만능 엔터테이너에 의한 것.
- 특징은 왼쪽 귀에 귀고리 구멍이 두 개, 웃으면 둥근 얼굴이 되는 것.

## SNH48에서의 참가곡

### 싱글 CD곡
- 無盡旋轉(무진선전,Heavy Rotation)
  - 激流之戰(격류지전)
  - 化作櫻花樹(화작앵화수)
- 飛翔入手(비상입수,Flying Get)
  - 馬尾與髮圈(마미여발권)
  - 石頭剪刀布(석두전도포)

### 극장 공연 유닛곡
1기생「마지막 벨이 울려」 공연
- 리턴 매치

 팀SII 1st Stage「마지막 벨이 울려」 공연
- 첫사랑 도둑(初恋泥棒)

 팀SII 2nd Stage「긴 빛」 공연
- 검은 천사(黒い天使)

## 출연

### 드라마
- 꿈의 예비생 (夢想預備生)

### 버라이어티 방송
- 天天向上 (2013년 5월 16일, 후난웨이스)
- 星光現場(2013년 5월 22일, SMG)
- 炫動漫(부정기 출연)

### 콘서트
- 祈福雅安，星花為你綻放(2013년 5월 25일, 상하이 바오강 대무대)
- 這一年，我們一起追的SNH48(2013년 11월 16일, 광저우 국제 공연센터)

### 이벤트
- 虹口燈光秀(2013년 2월 24일)
- 上海新娛樂草莓音樂節 (2013년 4월 30일)
- 上海國際機床展 (2013년 7월3, 4일)